# Clara Bow

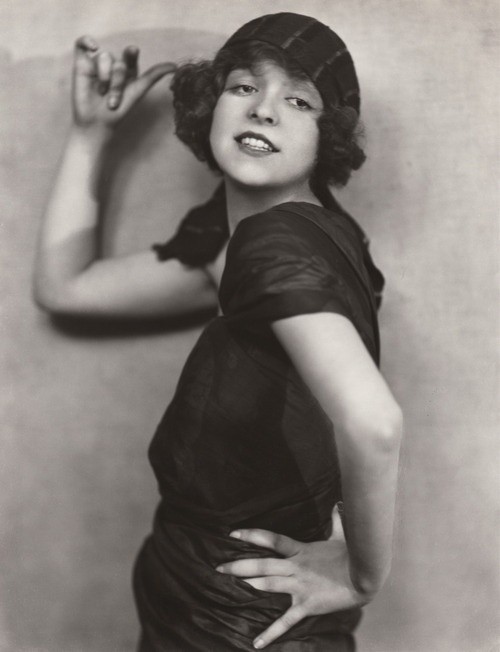
Clara Bow în 1921

Clara Gordon Bow (n. 29 iulie 1905 Brooklyn , SUA — d. 27 septembrie 1965 Los Angeles) a fost o actriță americană de film, care s-a ridicat rapid pe scara celebrității, în era filmului mut, făcând apoi o tranziție reușită spre „filmul vorbit”, în 1929 și după aceea.
La vârsta de 16 ani a câștigat concursul organizat de o revistă, în urma căruia a primit ca premiu un rol secundar într-un film. Angajată de studioul cinematografic Paramount Pictures în 1925, a avut roluri importante în filme precum Mantrap(1926) și Cizmele puștiului (1926). În 1927 apare în filmul mult Wings, care ajunge să câștige primul Premiu Oscar pentru cel mai bun film.
După rolul de succes din filmul mut "It” (1927), unde interpretează rolul unei adolescente nonconformiste, ea a devenit cunoscută ca "fata It", It reprezentând apelativul femeii tinere și fără prejudecăți. A jucat în peste 20 de filme (1927-1930), însă scandalurile în care a fost implicată, precum și o serie de căderi nervoase i-au distrus cariera.

## Filmografie
- Black Oxen 1923
- Mantrap 1926
- Children of Divorce 1927
- Wings 1927
- Hula 1927
- It 1927
- Call Her Savage 1932